# ピエロがこわい
ピエロがこわい (Elmo's fear of clowns)とは、セサミストリートで放送された第3529話のエピソード。アメリカ合衆国では1996年11月21日にPBS、日本では1998年4月19日にNHK教育で放送。

## ストーリー
テリーは、レキシンと2人の子供たちと一緒にピエロごっこをしていた。するとエルモがやってくるが、エルモはピエロが怖くて逃げてしまった。テリーとカルロたちは急いでエルモを追って、ピエロを恐がらないようにさせようと『ククのうた』という歌を一緒に合唱するが大失敗。そこでカルロたちは、エルモの恐怖心を治す方法を考えていたが、そう上手くいかなかった。ピエロの衣装を着たエルモは、ピエロの衣装だとは思わず、再び脱走した。その後、エルモが戻ってきた。そしてエルモは、『「ピエロは怖くない」を10回言ってみよう』と考えたが、エルモは『ピエロは怖くない!』を10回言ったが再び脱走し、テリーたちは『これ以上、エルモの恐怖心を治すのは無理だ』と考え、みんなで歌を歌った後にテリーが涙を流す。この時のエルモはピエロを怖がらなくなり、再び全員で『ククのうた』を歌って物語は終わる。

## キャスト
| マペット/登場人物                | 担当俳優/パペティア        | 日本語吹き替え版   |
| -------------------------------- | -------------------------- | ------------------ |
| テリー・モンスター               | マーティン P. ロビンソン   | 玄田哲章           |
| エルモ                           | ケビン・クラッシュ         | 落合弘治           |
| カルロ                           | カルロ・アルバン           | 保志総一朗         |
| マムフォード                     |                            | 大川透             |
| ウルフ                           |                            | 玄田哲章           |
| カーミット                       | スティーヴ・ホイットマイア | 真殿光昭           |
| サムベリナ                       | ?                          | 玉川紗己子         |
| グローバー                       | フランク・オズ             | 落合弘治           |
| ビッグバード                     | キャロル・スピニー         | 真殿光昭           |
| ベビーベア                       | デヴィッド・ラッドマン     | 落合弘治           |
| フラズル                         | ジェリー・ネルソン         | 大川透             |
| フラズルの母                     | ルイーゼ・ゴールド         | 滝沢ロコ           |
| ハーベイ・ニースラッパー         | フランク・オズ             | 大川透             |
| ハーベイに文字の"U"を貼られる男  | ?                          | 玄田哲章           |
| ジュンロウ教授リンゴを持った生徒 | ウェグマン・ドッグ         | 玄田哲章保志総一朗 |

## 放送されたコーナー(セグメント)
アメリカで放送されたセグメントのみ掲載。
- 実写コーナー『シャーリーの大サーカス』

リンキング・ブラザーズのデビッド・ラリブルの娘シャーリーが、サーカスで大演技を見せる。
- アニメコーナー『少年の絵』 (初出は第2085話だが、音楽が追加されている。)

少年は自分の絵を描き、その絵を僕と呼んでいた。
- カーミットニュース『大きく、小さく』 (初出:第2696話、ナレーション:大川透(NHK教育版))

マムフォードが、自分自身の魔法でサムベリナを大きくすることができたが、ウルフは小さくできなかったため、代わりにカーミットを小さくさせた。
- 少年とエレノア (初出:第2773話)
- マペットコーナー『歯医者さんが苦手なフラズルくん』(初出:第3519話、フラズル:不明(NHK教育版))
- 単語のコーナー『toothpaste』 (初出:第2876話)

宇宙空間が背景、中央に入れ歯が登場し、下には『Toothpaste』が浮かび上がる。
- 歌のコーナー『Toothpaste Factory Rap』 (歯磨き粉のうた)
- アニメコーナー『男の子と動く鼻』 (初出:第3410話)
- 実写コーナー『ドレスアップ』 (初出:第3399話、リメイクバージョン)
- タイプライターくん『"Umbrella"の"U"』 (初出:第808話)
- ロックソング『Like the Way U Does』 (歌 - メリッサ・エスリッジ)
- アニメコーナー『文字の"U"を完成させよう』(初出:第416話)
- 実写コーナー『ジャマイカの学校に通う少年「太鼓」』(初出:第3145話)
- アニメコーナー『スパイク(落書きのアニメ)「島」』(初出:第2673話)
- 歌のコーナー『鏡の中のモンスター』 (初出:第2689話、歌:グローバー(落合弘治(NHK教育版))※有名人バージョン

ザ・シンプソンズも登場している、吹き替え声優はテレビシリーズ版(シーズン1 - シーズン14)と異なる。
- アニメコーナー『探偵とカバさん「トランポリン」』(初出:第2537話)
- 実写コーナー『サーカスの練習』(初出:第2889話)
- アルファベットのコーナー(初出:第3267話)
- バートとアーニーのコーナー『家族のふりをして』
- アニメコーナー『椅子に座って大冒険をするアーノルド』(初出:第2754話、ナレーション:玄田哲章 (NHK教育版))
- 数字のコーナー『ピエロ 数字の"10"』(初出:第3214話)
- 実写コーナー『ワンポテト!』(初出:第3271話)

3人の女の子がリズムを取りながら『ワンポテト!』と言う
- 数字のコーナー『ピンボール 数字の"10"』(アーティスト：ジェフ・ヘイル)
- ウェグマン・ドッグのコーナー『10時の教授』(ナレーション:大川透)

もう11時なのに10時だと思い込む教授(声 - 玄田哲章(NHK教育版))、そこでリンゴを持った生徒(声 - 保志総一朗(NHK教育版))が現れる。
- アニメコーナー『少年とジャングルになった部屋』(アーティスト：カレン・アクア)
- マペットコーナー『ビッグバードとベビーベアのニューヨーク近代美術館』

ベビーベアは、美術館に飾られた『眠るジプシー女』を気に入っており、それをビッグバードに見せている。
- 歌のコーナー『ジョー・ラポソが歌う「Everybody Sleeps」』(初出:第3026話、撮り直しバージョン)

歌詞には『みんなが眠ってる』という内容が含まれていた。
- マペットコーナー『ハーベイ・ニースラッパーのいたずら「文字の"U"」』(初出:第468話)
- 実写コーナー『ビーチダンス「文字の"U"」』
- アニメコーナー『コイントス』(初出:第3291話)

### 今週の文字と数字
| 文字 | 数字 | ナレーション                       | 日本語吹き替え |
| ---- | ---- | ---------------------------------- | -------------- |
| U    | 10   | ビッグバード役のキャロル・スピニー | 真殿光昭       |